# Jōtō (Osaka)
Jōtō (jap. 城東区 Jōtō-ku) – jedna z 24 dzielnic Osaki, stolicy prefektury Osaka. Dzielnica została założona 1 kwietnia 1943 roku przez wydzielenie części dzielnicy Asahi. Położona jest we wschodniej części miasta. Graniczy z dzielnicami Miyakojima, Higashinari, Asahi, Tsurumi i Chūō, a także miastem Higashiōsaka.